# Hovmantorps köping
Denna artikel handlar om den tidigare kommunen Hovmantorp köping. För orten se Hovmantorp.
Hovmantorps köping var en tidigare kommun i Kronobergs län.

## Administrativ historik
Den 31 december 1919 inrättades municipalsamhället Hovmantorp inom Hovmantorps landskommun. kommunreformen 1952 innebar att municipalsamhället upplöstes, samtidigt som landskommunen ombildades till Hovmantorps köping och att tidigare Furuby landskommun gick upp i denna köping. I samband med denna reform tilldelades också den nybildade köpingen kommunkod 0762. 1971 delades köpingen, varvid Hovmantorps församling gick till Lessebo kommun och Furuby församling till Växjö kommun.
I kyrkligt hänseende hörde köpingen till Hovmantorps församling och Furuby församling.

## Köpingvapen
Blasonering: I blått fält en glasugn av silver med tre röda öppningar och därunder två korslagda uppåtriktade glasblåsarpipor av silver med anfångad röd glasmassa.
Vapnet fastställdes 1957.

## Geografi
Hovmantorps köping omfattade den 1 januari 1952 en areal av 264,07 km², varav 233,95 km² land.

### Tätorter i köpingen 1960
I Hovmantorps köping fanns tätorten Hovmantorp, som hade 1 495 invånare den 1 november 1960. Tätortsgraden i köpingen var då 55,5 procent.

## Politik

### Mandatfördelning i valen 1950–1966
| 2 | 16 | 6 | 6 |

| 27 |

| 3 | 15 | 7 | 5 |

| 26 |

| 2 | 16 | 5 | 5 | 2 |

| 26 |

| 2 | 17 | 5 | 2 | 4 |

| 26 |

| 3 | 15 | 6 | 2 | 4 |

| 26 |